# 桃澤如水
桃澤 如水（ももざわ にょすい、1873年（明治6年）1月14日 - 1906年（明治39年）8月29日）は、歌人で日本画家。本名は桃澤 重治（ももざわ しげはる）、画名は如水（にょすい）または桃画史（とうがし）、歌名を茂春（もしゅん）といい、筆名を三六、三六軒、子脩（ししゅう）などと称した。その祖に江戸時代中期の歌人である桃澤夢宅がいる。

## 経歴
長野県伊那郡本郷村で、桃澤匡尊の次男として生まれる。桃澤家は古くから代々庄屋（名主）を務めており、何人も歌人を産んだ名家であった。1888年（明治21年）15歳で飯田の岡庭塾で、英語や漢籍、数学などを学んだ。ここで菱田春草と出会い、自分も画家になろうとするも、経済的な理由で上京の許しが出なかった。
しかし、1890年（明治23年）4月17歳の時、上野の第3回内国勧業博覧会を見ると偽って上京、そのまま橋本雅邦に師事し、同年8月東京美術学校（現東京芸術大学）絵画科に入学し、校長岡倉天心をはじめ雅邦の指導をうけた。同じクラスに結城素明、鋳金科に転科した香取秀真がいる。一方在学中、神田の夜学校大八洲学会に通い、国文学者黒川真頼について国文や和歌を学んだ。旧知の春草とは、夏休みに天竜川の船下りなどを共にした。在学中、短歌や雅楽、篆刻や剣舞、更に芝の白山道場で南隠禅師について禅を学んで居士号を得るなど学業を殆ど放棄していたため、通常5年で卒業するところを7年かかって1897年（明治30年）7月にようやく美術学校を卒業した。
如水は、また茂春といって早くより和歌に親しみ多くの詠草がある。正岡子規に直接教えをうけ、伊藤左千夫、長塚節らと共に活躍した。
子規没後、病の療養のため三重県津市に移り、そこで一身田の真宗高田派総本山専修寺附属の教師兼舎監となって国文学を教えた。その間、曾我蕭白を研究し、伊勢地方に遺る蕭白の作品とその製作過程における逸話を収集して「日本美術」誌に論文を発表している。蕭白が語られる時、伊勢地方での作品は必ず言及されるが、如水の論文は伊勢地方と蕭白との関係を調査した最初の文献として高い評価を受けている。次第に病が悪化した如水は、明治39年に三重県桑名病院にて長逝した。享年33。追悼法要は白山道場で行われ、法要の筆頭発起人は菱田春草が務めた。

## 年譜
- 1873年1月14日 - 現在の長野県上伊那郡飯島町本郷に父桃澤与一右衛門匡尊と母・さいの次男として生まれる。
- 1888年 - 飯田岡庭塾にて英語、漢文を学ぶ。同友に菱田春草。
- 1890年 - 上京。橋本雅邦門に入る。東京美術学校絵画科に入学。
- 1891年 - 香取秀真、岡麓らと共に大八洲学会（夜学）にて黒川真頼、佐佐木信綱の指導を受け、国文、和歌を学ぶ。
- 1893年 - 香取秀真らと花月歌会を創る。菱田春草らと夏休みに天竜船下りを楽しむ。
- 1896年 - 香取秀真、岡麓らと雑誌「うた」を創刊。
- 1897年 - 日本絵画協会第二回絵画共進会に「寒崖落月図」を出品し、褒状三席を授かる。東京美術学校絵画科卒業。
- 1899年 - 正岡子規を訪問。根岸短歌会に加わる。
- 1900年 - 根岸短歌会にて活躍。
- 1903年2月 - 転地療養のため三重県津へ転居。「馬酔木」「日本青年」に寄稿。
- 1904年 - 真宗高田派の総本山専修寺附属の勧学院に舎監、国文教師として勤む。
- 1905年10月 - 長塚節が如水を訪ね来る。
- 1906年 - 「日本美術」に「曾我蕭白」を発表。8月、結核性腹膜炎にて桑名病院で死去（満33歳）。